# Kosmy-Pruszki
Kosmy-Pruszki – wieś sołecka w Polsce położona w województwie mazowieckim, w powiecie ciechanowskim, w gminie Sońsk.
| SIMC    | Nazwa         | Rodzaj    |
| ------- | ------------- | --------- |
| 0126250 | Kosmy Wielkie | część wsi |

W latach 1975–1998 miejscowość administracyjnie należała do województwa ciechanowskiego.
Wieś o charakterze rolniczym, położona około 20 km od Ciechanowa. 
Sołectwo Kosmy-Pruszki graniczy z: Komory Dąbrowne, Komory Błotne, Bądkowo, 
Łopacin, Sarnowa Góra, Chrościce, Soboklęszcz.